# Exalcidion carenatum
Exalcidion carenatum là một loài bọ cánh cứng trong họ Cerambycidae.